# 上海大師賽
上海大师赛（Shanghai Masters），由于赞助商的关系目前叫做劳力士上海大师赛（Rolex Shanghai Masters），是在中国上海举办的男子职业网球赛事，为ATP大师赛的其中一站。主要比赛场馆是位于上海闵行区马桥镇旗忠村上海旗忠森林体育城网球中心（简称旗忠网球中心），号称世界三大网球场馆之一，比赛场地类型为室外硬地球场。
该項赛事于2009年升级为全球9项ATP世界巡回赛1000大师赛之一，取代了汉堡大师赛，是亚洲唯一一站，也是唯一一站在北美和欧洲以外的大师赛。2022年6月9日，ATP宣布启动OneVision计划计划，其中一项计划是从2023年开始，将扩大上海大师赛办赛规模，将赛事时间从8天扩展到12天，签表从56签扩大到96签，赛事奖金将增加35%以上。
由于2019冠状病毒病疫情和中国政府严格的防疫和国际旅行政策，2020-2022年上海大师赛连续三年没有举办。

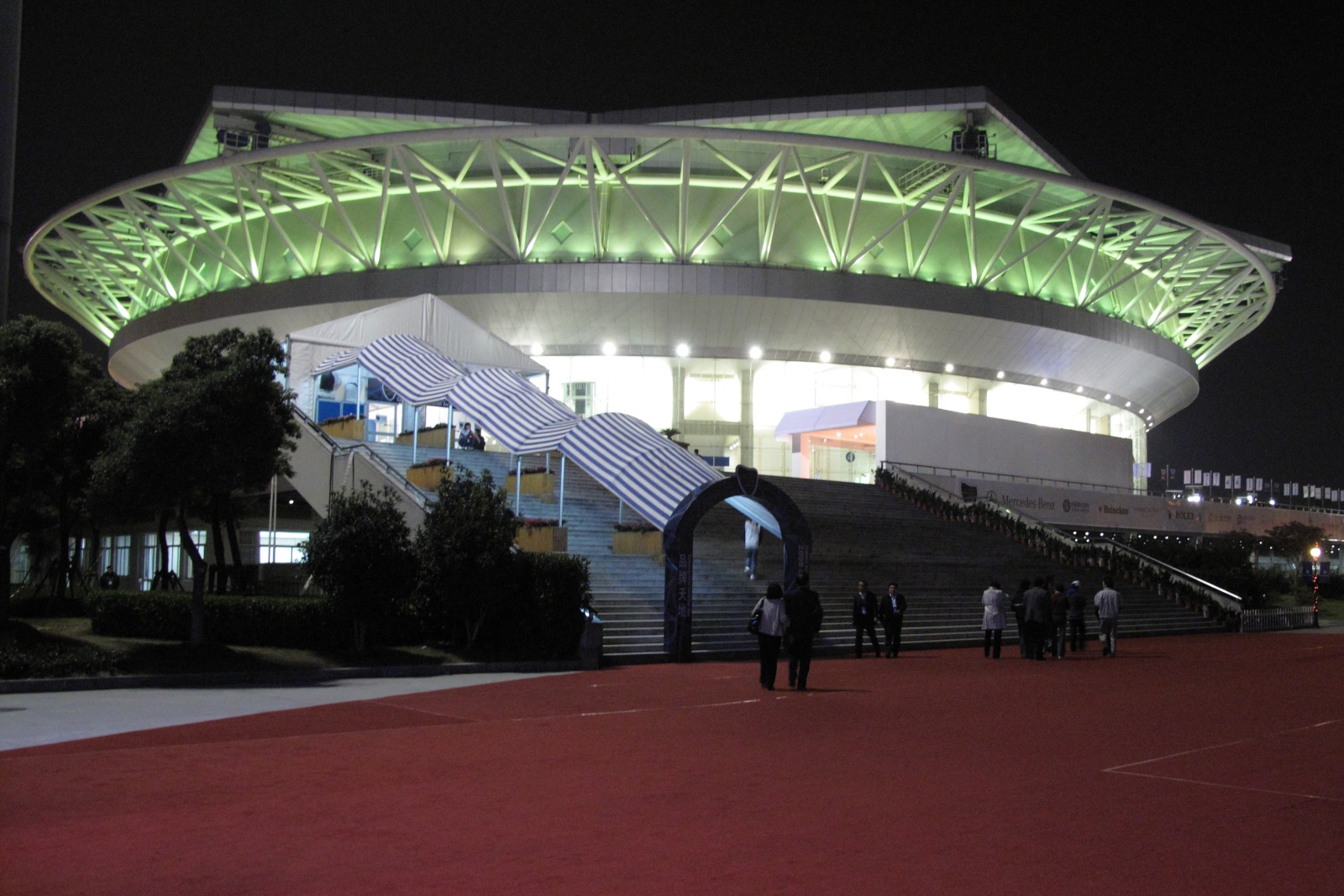
上海大師賽的主場館–上海旗忠网球中心

## 赛事历史
上海大师赛是为了实现ATP世界巡回赛和中国网球协会在中国和亚洲发展网球市场的愿望而设立的。 2010年，在获得赞助协议后，这项赛事更名为上海劳力士大师赛。
1996年，职业网球赛事首次在中国最大的城市上海举行。在首届上海喜力网球公开赛上，俄罗斯选手安德烈·切斯诺科夫击败巴哈马选手马克·诺雷斯夺冠。2002年，上海举办了ATP年终总决赛，当时被称为网球大师杯。世界排名第一的澳大利亚选手莱顿·休伊特赢得了当年的网球大师杯，这促使ATP放弃了举办网球大师杯在不同地点举办的想法，将2005年至2007年网球大师杯的举办权授予上海。
2003年和2004年，作为ATP国际系列赛级别的上海公开赛在上海新国际博览中心举办，该中心是为2002年网球大师杯而建的。而从2005年开始，上海又修建了一座新设施——上海旗忠森林体育城，用于举办2006年ATP年终总决赛，ATP最终将三年的合同延长至第四年，使网球大师杯在上海取得了更大的成功。在上海的四年时间里，世界排名第一的瑞士选手罗杰·费德勒三次闯入决赛，第一次在2005年输给了阿根廷选手大卫·纳尔班迪安，之后他在2006年和2007年两次夺冠，塞尔维亚选手德约科维奇在2008年夺冠。
2007年3月，ATP宣布，他们将在2009年将网球大师杯重新命名为ATP世界巡回赛1000大师赛，并利用旗忠网球中心和上海网球大师杯组织机构在上海举办一站新规模的ATP大师赛，相当于当时的ATP大师系列赛。上海最终获得了10月份的大师赛举办名额，此前在该时间段举办的是马德里大师赛，但马德里大师赛将室内硬地比赛改为室外红土赛事，时间搬到了春天的红土赛季，因此室内大师赛的数量减少到一个，那就是巴黎大师赛。网球大师杯改为ATP世界巡回赛总决赛，比赛场地改到英国伦敦的O2体育场。
2023年2月3日，上海大师赛与目前的冠名赞助商劳力士续签10年合约。
在2024年单打第二轮中，托马斯·马丁·埃切韦里和博迪克·范德赞舒普的比赛耗时3小时43分钟，是赛事历史上最长的一场比赛。

## 歷屆冠軍

### 单打
| 年份    | 冠军                         | 亚军                         | 比分                         |
| ------- | ---------------------------- | ---------------------------- | ---------------------------- |
| 2009    | 尼古拉·达维坚科              | 西班牙                       | 7-6(3)、6-3                  |
| 2010    | 英国                         | 瑞士                         | 6-3、6-2                     |
| 2011    | (2)                          | 西班牙                       | 7-5、6-4                     |
| 2012    | 塞尔维亚                     | 英国                         | 5-7、7-6(11)、6-3            |
| 2013    | (2)                          | 德尔波特罗                   | 6-1、3-6、7-6(3)             |
| 2014    | 瑞士                         | 吉爾·西蒙                    | 7-6(6)、7-6(2)               |
| 2015    | (3)                          | 法國                         | 6-2、6-4                     |
| 2016    | (3)                          | 包蒂斯塔·阿古特              | 7-6(1)、6-1                  |
| 2017    | (2)                          | 西班牙                       | 6-4、6-3                     |
| 2018    | (4)                          | 博爾納·丘里奇                | 6-3、6-4                     |
| 2019    | 丹尼爾·梅德韋傑夫            | 亞歷山大·茲維列夫            | 6-4、6-1                     |
| 2020~22 | 因2019冠狀病毒病疫情而未舉行 | 因2019冠狀病毒病疫情而未舉行 | 因2019冠狀病毒病疫情而未舉行 |
| 2023    | 胡贝特·胡尔卡奇              | 安德烈·魯布列夫              | 6–3, 3–6, 7–6(10–8)          |
| 2024    | 扬尼克·辛纳                  | 諾瓦克·喬科維奇              | 7–6(7–4), 6–3                |

### 双打
| 年份    | 冠军                                | 亚军                              | 比分                         |
| ------- | ----------------------------------- | --------------------------------- | ---------------------------- |
| 2009    | 儒利安·貝內托 若-威爾弗里德·特松加  | 馬利尤斯·費騰柏格 馬辛·麥考斯基   | 6-2、6-4                     |
| 2010    | 于爾根·梅爾策 利安德·帕斯           | 馬利尤斯·費騰柏格 馬辛·麥考斯基   | 7-5、4-6、[10-5]             |
| 2011    | 馬克斯·米爾內 丹尼爾·內斯特         | 米卡埃爾·洛德拉 內納德·齊莫尼奇   | 3-6、6-1、[12-10]            |
| 2012    | 利安德·帕斯 (2) 拉德克·斯泰潘內克   | 馬赫什·布帕蒂 羅翰·波柏納         | 6-7(7)、6-3、[10-5]          |
| 2013    | 伊万·多迪格 馬塞洛·梅洛             | 大衛·馬雷羅 費爾南多·貝爾達斯科   | 7–6(7–2)、6–7(6–8)、[10–2]   |
| 2014    | 鲍勃·布赖恩 迈克·布赖恩             | 儒利安·貝內托 爱德华·罗歇-瓦瑟兰  | 6–3、7–6(7–3)                |
| 2015    | 雷文·克拉森 馬塞洛·梅洛 (2)         | 西莫內·博萊利 法比奧·福尼尼       | 6–3、6–3                     |
| 2016    | 約翰·伊斯內爾 傑克·索克             | 亨利·孔蒂寧 約翰·皮爾斯           | 6-4、6-4                     |
| 2017    | 亨利·孔蒂寧 約翰·皮爾斯             | 盧卡斯·古博特 馬塞洛·梅洛         | 6-4、6-2                     |
| 2018    | 盧卡斯·古博特 馬塞洛·梅洛 (3)       | 傑米·穆雷 布魯諾·蘇雷斯           | 6-4、6-2                     |
| 2019    | 馬特·帕維奇 布魯諾·蘇雷斯           | 盧卡斯·古博特 馬塞洛·梅洛         | 6-4、6-2                     |
| 2020~22 | 因2019冠狀病毒病疫情而未舉行        | 因2019冠狀病毒病疫情而未舉行      | 因2019冠狀病毒病疫情而未舉行 |
| 2023    | 马塞尔·格拉诺勒斯 奥拉西奥·塞瓦略斯 | 罗翰·波柏纳 马修·伊布登           | 5–7, 6–2, [10–7]             |
| 2024    | 卫斯理·库尔霍夫 尼克拉·梅克蒂奇     | 馬西莫·岡薩雷斯 安德烈斯·摩尔泰尼 | 6–4, 6–4                     |